# Ceyloni fütyülőrigó
A ceyloni fütyülőrigó (Myophonus blighi) a madarak osztályának verébalakúak (Passeriformes) rendjébe és a légykapófélék (Muscicapidae) családjába tartozó faj.

## Rendszerezése
A fajt Edmund William Hunt Holdsworth írta le  1872-ben, az Arrenga nembe Arrenga blighi néven. Használták a Myiophonus blighi nevet is.

## Előfordulása
Srí Lanka területén honos. Természetes élőhelyei a szubtrópusi vagy trópusi hegyi esőerdők, folyók és patakok környékén. Állandó, nem vonuló faj.

## Megjelenése
Testhossza 22 centiméter.
|  |  |

## Szaporodása
A szaporodása időszaka januártól májusig tart, esetleg szeptemberben újra fészkel. Fészkét vízesések vagy zuhatagok melletti sziklapárkányokra, valamint a fák villáiba rakja.

## Természetvédelmi helyzete
Az elterjedési területe kicsi és széttöredezett, egyedszáma 600-1700 példány közötti és csökken. A Természetvédelmi Világszövetség Vörös listáján veszélyeztetett fajként szerepel.